# Lista de regiões metropolitanas do Brasil por PIB

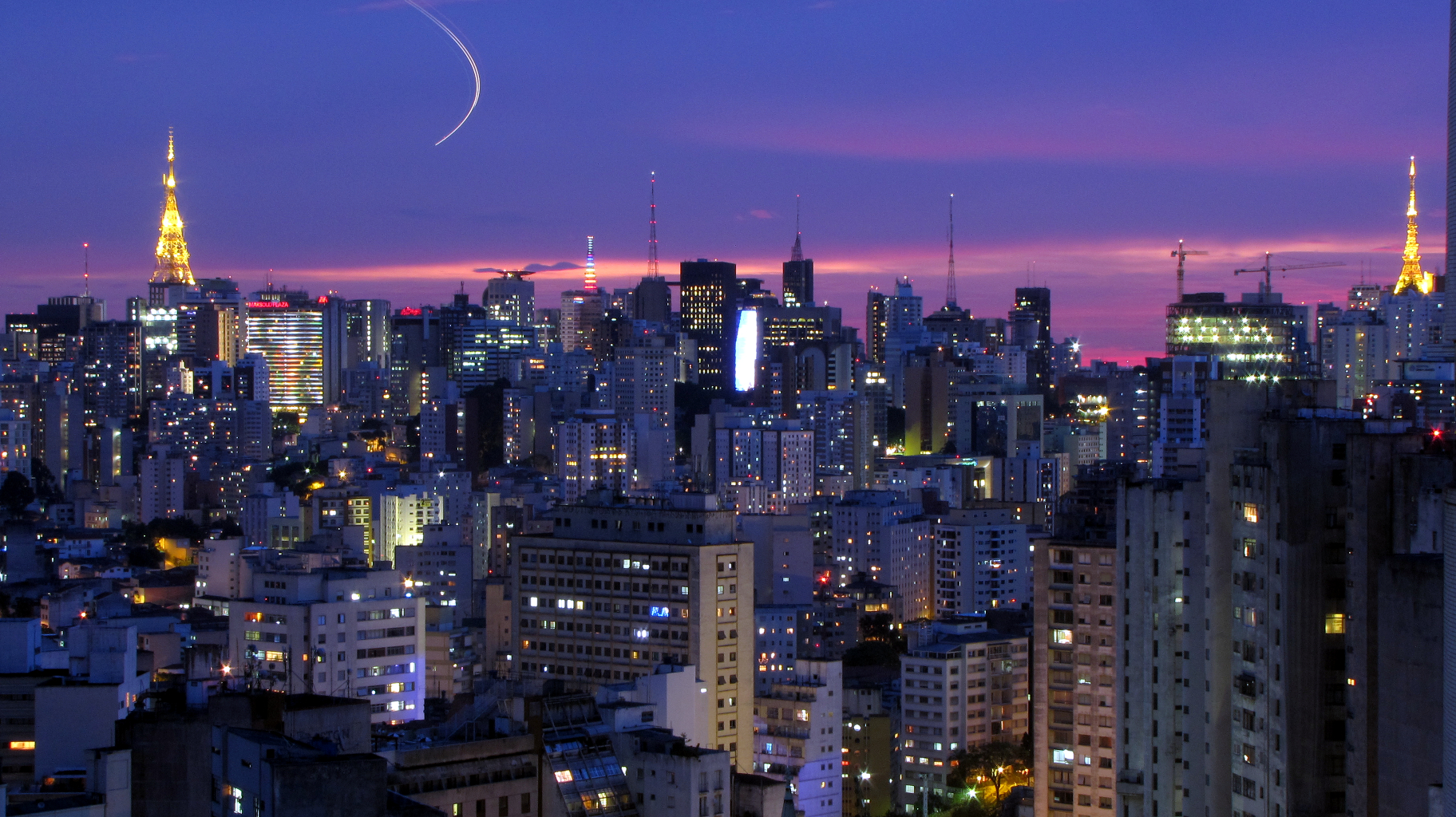
A Região Metropolitana de São Paulo é a região metropolitana com o maior PIB do Brasil e da América do Sul.

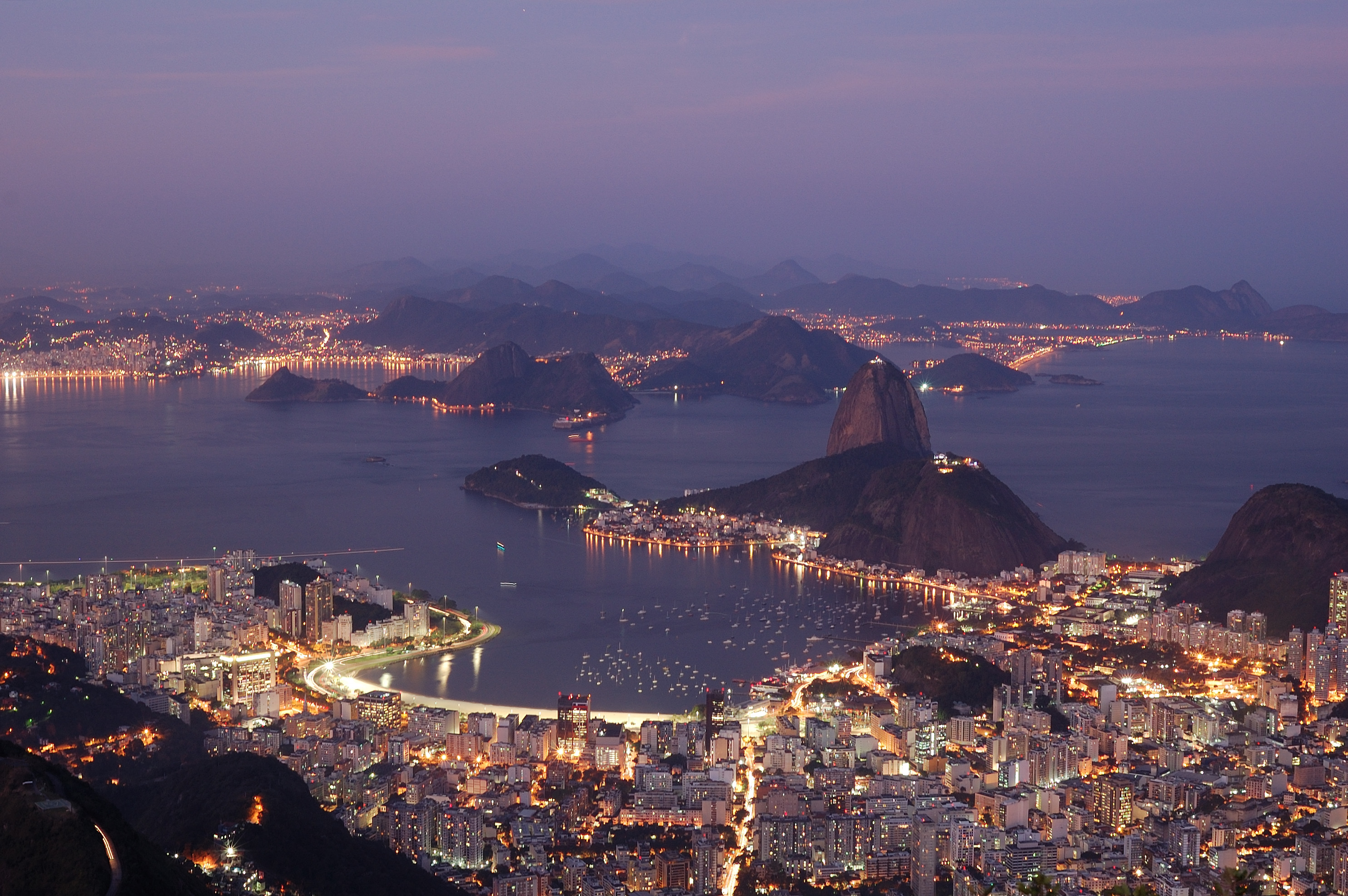
A Região Metropolitana do Rio de Janeiro é a região metropolitana com o segundo maior PIB do Brasil.

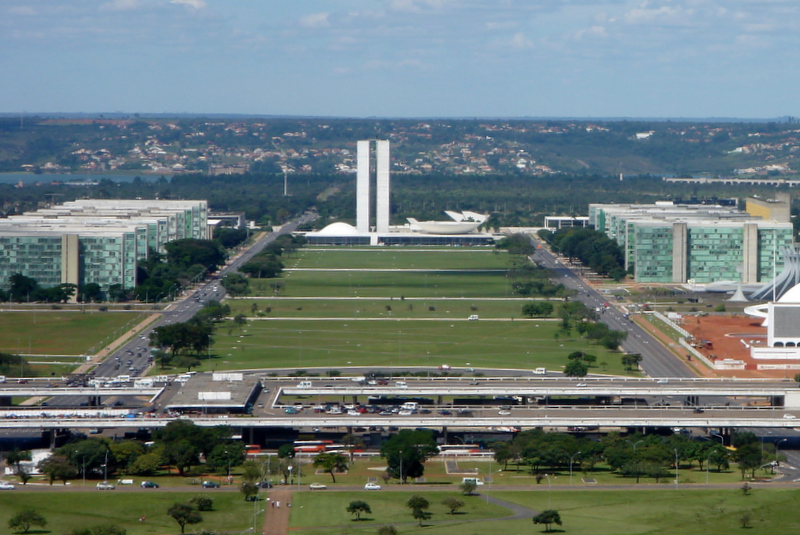
A Região Integrada de Desenvolvimento do Distrito Federal e Entorno é a ride/região metropolitana com o terceiro maior PIB do Brasil.

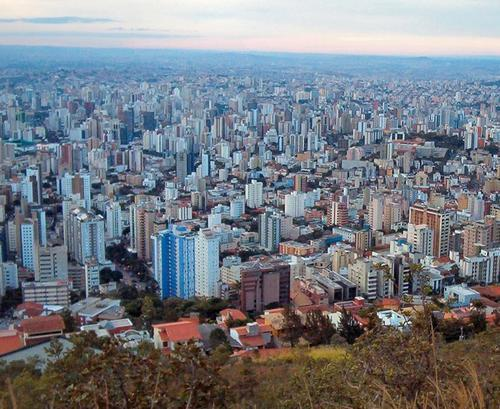
A Região Metropolitana de Belo Horizonte possui o quarto maior PIB entre as regiões metropolitanas brasileiras em termos nominais.

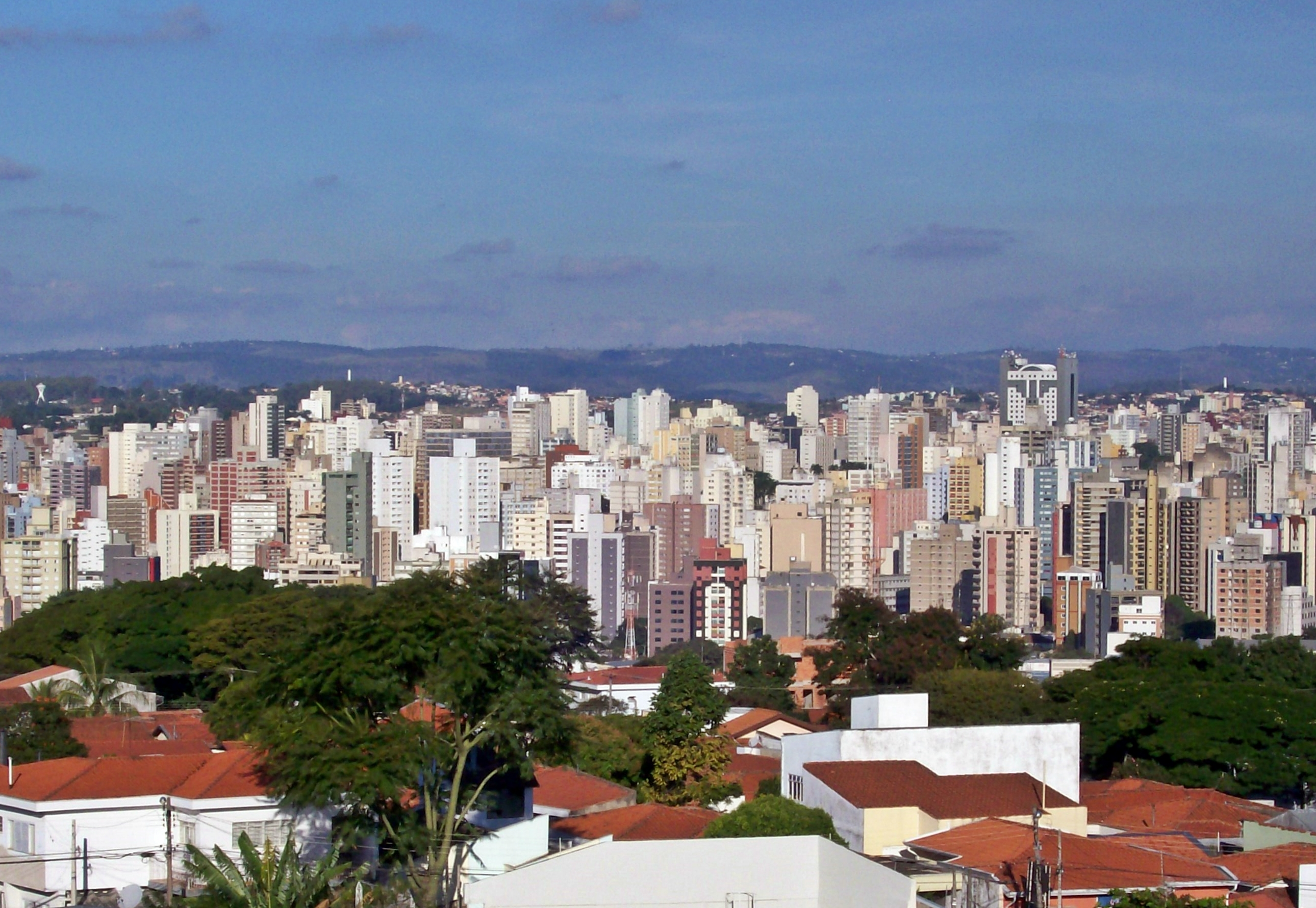
A Região Metropolitana de Campinas, localizada no interior do estado de São Paulo, é a quinta região metropolitana com maior PIB do Brasil em termos nominais. Na foto a sua cidade-sede, Campinas.

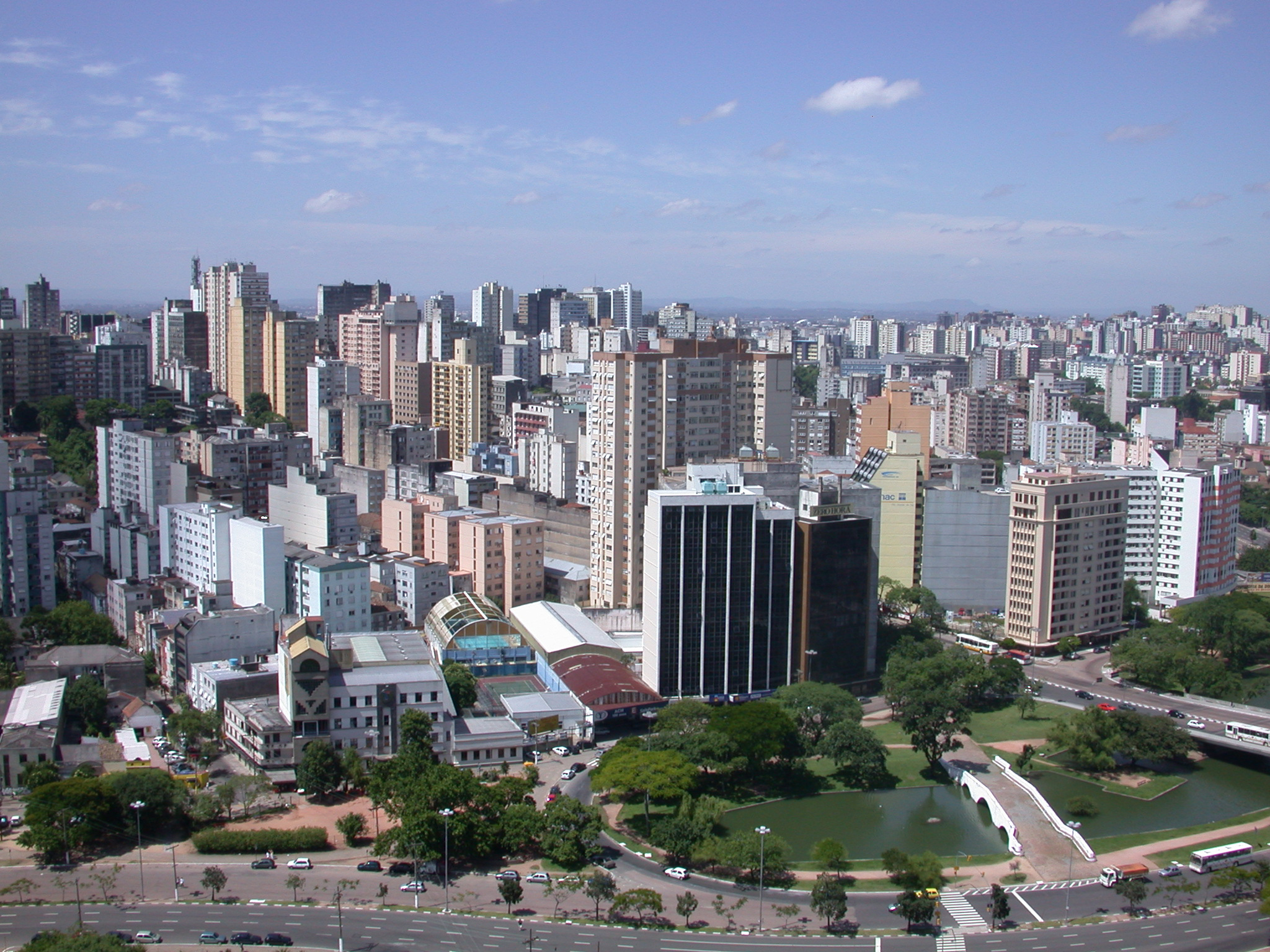
A Região Metropolitana de Porto Alegre é a sexta região metropolitana brasileira com maior PIB em termos nominais.

Esta é a lista das regiões metropolitanas do Brasil por Produto Interno Bruto (PIB) nominal, isto é, a soma do PIB nominal de todos os municípios que compõem as regiões metropolitanas brasileiras, a preços correntes e participações percentuais relativa e acumulada em 2021, segundo o Instituto Brasileiro de Geografia e Estatística (IBGE).

## Lista de regiões metropolitanas do Brasil por PIB nominal
| Rank | Região Metropolitana            | Unidade(s) federativa(s)                | PIB nominal (2021) | Região               |
| ---- | ------------------------------- | --------------------------------------- | ------------------ | -------------------- |
| 1    | São Paulo                       | São Paulo                               | R$ 1,390 trilhão   | Sudeste              |
| 2    | Rio de Janeiro                  | Rio de Janeiro                          | R$ 680,135 bilhões | Sudeste              |
| 3    | RIDE Distrito Federal e Entorno | Distrito Federal · Goiás · Minas Gerais | R$ 328,867 bilhões | Centro-Oeste/Sudeste |
| 4    | Belo Horizonte                  | Minas Gerais                            | R$ 294,645 bilhões | Sudeste              |
| 5    | Campinas                        | São Paulo                               | R$ 266,807 bilhões | Sudeste              |
| 6    | Porto Alegre                    | Rio Grande do Sul                       | R$ 215,236 bilhões | Sul                  |
| 7    | Curitiba                        | Paraná                                  | R$ 193,193 bilhões | Sul                  |
| 8    | Vale do Paraíba e Litoral Norte | São Paulo                               | R$ 157,330 bilhões | Sudeste              |
| 9    | Salvador                        | Bahia                                   | R$ 138,926 bilhões | Nordeste             |
| 10   | Recife                          | Pernambuco                              | R$ 123,744 bilhões | Nordeste             |
| 11   | Fortaleza                       | Ceará                                   | R$ 123,436 bilhões | Nordeste             |
| 12   | Sorocaba                        | São Paulo                               | R$ 118,786 bilhões | Sudeste              |
| 13   | Manaus                          | Amazonas                                | R$ 111,757 bilhões | Norte                |
| 14   | Vitória                         | Espírito Santo                          | R$ 105,941 bilhões | Sudeste              |
| 15   | Norte/Nordeste Catarinense      | Santa Catarina                          | R$ 102,106 bilhões | Sul                  |
| 16   | Goiânia                         | Goiás                                   | R$ 92,905 bilhões  | Centro-Oeste         |
| 17   | Ribeirão Preto                  | São Paulo                               | R$ 82,489 bilhões  | Sudeste              |
| 18   | Baixada Santista                | São Paulo                               | R$ 79,037 bilhões  | Sudeste              |
| 19   | Foz do Rio Itajaí               | Santa Catarina                          | R$ 71,284 bilhões  | Sul                  |
| 20   | Florianópolis                   | Santa Catarina                          | R$ 57,608 bilhões  | Sul                  |
| 21   | Serra Gaúcha                    | Rio Grande do Sul                       | R$ 55,380 bilhões  | Sul                  |
| 22   | Londrina                        | Paraná                                  | R$ 37,639 bilhões  | Sul                  |
| 23   | Belém                           | Pará                                    | R$ 52,857 bilhões  | Norte                |
| 24   | Vale do Itajaí                  | Santa Catarina                          | R$ 48,371 bilhões  | Sul                  |
| 25   | Cuiabá                          | Mato Grosso                             | R$ 45,208 bilhões  | Centro-Oeste         |
| 26   | São Luís                        | Maranhão                                | R$ 42,473 bilhões  | Nordeste             |
| 27   | Natal                           | Rio Grande do Norte                     | R$ 39,576 bilhões  | Nordeste             |
| 28   | Maringá                         | Paraná                                  | R$ 37,114 bilhões  | Sul                  |
| 29   | Maceió                          | Alagoas                                 | R$ 36,673 bilhões  | Nordeste             |
| 30   | João Pessoa                     | Paraíba                                 | R$ 36,257 bilhões  | Nordeste             |
| 31   | Vale do Aço                     | Minas Gerais                            | R$ 33,386 bilhões  | Sudeste              |
| 32   | Joaçaba                         | Santa Catarina                          | R$ 30,274 bilhões  | Sul                  |
| 33   | RIDE Grande Teresina            | Piauí · Maranhão                        | R$ 28,344 bilhões  | Nordeste             |
| 34   | Chapecó                         | Santa Catarina                          | R$ 28,007 bilhões  | Sul                  |
| 35   | Cascavel                        | Paraná                                  | R$ 27,598 bilhões  | Sul                  |
| 36   | Criciúma                        | Santa Catarina                          | R$ 27,436 bilhões  | Sul                  |
| 37   | Feira de Santana                | Bahia                                   | R$ 23,765 bilhões  | Nordeste             |
| 38   | Toledo                          | Paraná                                  | R$ 21,585 bilhões  | Sul                  |
| 39   | Porto Velho                     | Rondônia                                | R$ 20,715 bilhões  | Norte                |
| 40   | Aracaju                         | Sergipe                                 | R$ 20,265 bilhões  | Nordeste             |
| 41   | Palmas                          | Tocantins                               | R$ 18,221 bilhões  | Norte                |
| 42   | Tubarão                         | Santa Catarina                          | R$ 17,230 bilhões  | Sul                  |
| 43   | Imperatriz                      | Maranhão                                | R$ 17,725 bilhões  | Nordeste             |
| 44   | São Miguel do Oeste             | Santa Catarina                          | R$ 16,997 bilhões  | Sul                  |
| 45   | RIDE Polo Petrolina e Juazeiro  | Pernambuco · Bahia                      | R$ 16,456 bilhões  | Nordeste             |
| 46   | Campo Mourão                    | Paraná                                  | R$ 16,334 bilhões  | Sul                  |
| 47   | Macapá                          | Amapá                                   | R$ 15,828 bilhões  | Norte                |
| 48   | Lages                           | Santa Catarina                          | R$ 15,477 bilhões  | Sul                  |
| 49   | Boa Vista                       | Roraima                                 | R$ 15,148 bilhões  | Norte                |
| 50   | Campina Grande                  | Paraíba                                 | R$ 13,109 bilhões  | Nordeste             |